# Floricultură

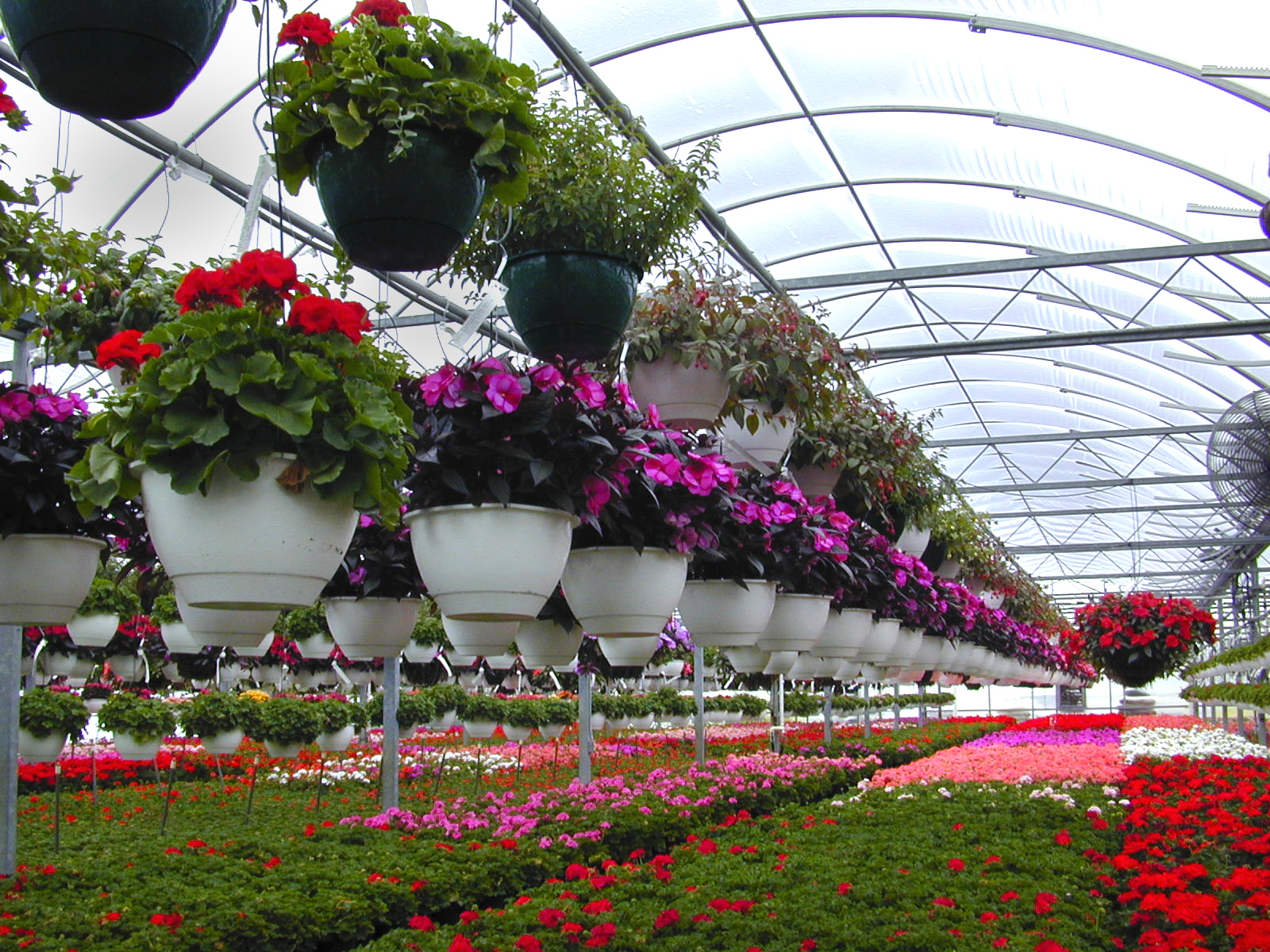
Diversitate a plantelor folosite în floricultură

Floricultura este o disciplină a horticulturii care se ocupă cu cultivarea florilor pentru grădini. (flori - floare; cultura - a cultiva).

## Tehnologia producției
Producerea culturilor de flori se realizează în sere cu condiții controlate, unde temperatura, umiditatea și lumina sunt reglate; sau în aer liber și este furnizat în recipiente ca material de reproducere, cu excepția florilor tăiate.
Industria floriculturii este o zonă specială a floriculturii, iar tehnologia din acest domeniu include o serie de procedee pentru obținerea unui produs de calitate și economic, cu randamente optime, precum intervale de plantare, tăiere, fertirigare etc. Pentru acest segment de floricultură, este important să se obțină cea mai mare durabilitate a produsului după cules.
Unele tipuri de flori sunt recoltate în mediu natural pentru piață.

## Sarcini
Dezvoltarea prin ameliorarea plantelor și sinteza de noi soiuri este astăzi sarcina principală a floriculturii. Nevoia de noi taxoni în floricultură este constantă. Din raportul Oficiului European pentru Soiuri de Plante pe anul 2008 se poate observa că în perioada 1999-2008. Au fost depuse aproximativ 15 500 de cereri pentru înregistrarea și protecția soiurilor de plante ornamentale. Numai în 2008, au fost depuse 1631 de cereri, care este de departe cea mai mare cifră în comparație cu alte grupuri de plante și reprezintă 54,2% din toate cererile.

## Zona de distribuție
Floricultura a găsit un impuls important pentru creșterea sa încă din anii 1980, când a început să crească în toată lumea. Un set de tehnologii precum crearea de materiale plastice pentru acoperirea serelor, irigarea de precizie precum irigarea prin picurare, încorporarea unei largi varietati de echipamente, unelte, logistica deplasării mărfurilor și transportului cu frigidere mari și avioane au condus la aceasta. devenind o activitate la nivel mondial. Țările de Jos, cu piețele sale de licitații care se întind la nivel mondial, au făcut din floricultura un fenomen multinațional. Astăzi, datorită transportului din Spania către piețele din Țările de Jos, a fost descoperită sursa producției de material vegetal, care este vândut în Uniunea Europeană.